# Les aventures de Tom Bombadil
Les aventures de Tom Bombadil (En anglès: The Adventures of Tom Bombadil; títol complet: The Adventures of Tom Bombadil and Other Verses from the Red Book) és una col·lecció de poemes escrits per J. R. R. Tolkien i publicats el 1962. El llibre conté 16 poemes, dos dels quals estan protagonitzats per Tom Bombadil, un personatge que es troba amb Frodo Saquet a La Germandat de l'Anell (el primer volum d'El Senyor dels Anells). La resta dels poemes són un seguit de versos sobre bestiari i històries de fades. Tres dels poemes també apareixen a El Senyor dels Anells. El llibre forma part del llegendari de la Terra Mitjana de Tolkien.
Aquest volum inclou The Sea-Bell, subtitulat com Frodo's Dreme, el qual W. H. Auden considera el millor poema de Tolkien. És una peça d'una gran complexitat mètrica i rítmica que explica el viatge a una terra estranya més enllà del mar.

## Poemes
1. The Adventures of Tom Bombadil
2. Bombadil Goes Boating
3. Errantry
4. Princess Mee
5. The Man in the Moon Stayed Up Too Late*
6. The Man in the Moon Came Down Too Soon
7. The Stone Troll*
8. Perry-the-Winkle
9. The Mewlips
10. Oliphaunt*
11. Fastitocalon
12. Cat
13. Shadow-bride
14. The Hoard
15. The Sea-Bell
16. The Last Ship

*Poemes que apareixen a El Senyor dels Anells